# 海色マーチ
『海色マーチ』（うみいろマーチ 英:Umiiro March）は、ミナミトによる日本の4コマ漫画作品。『まんがタイムきらら』（芳文社）にて、2018年7、8月号にゲスト掲載後、同年9月号より2020年7月号まで連載された。沖縄県の小島の海を舞台に少女2人の交流を描いた作品で、単行本は全2巻。

## あらすじ
海なし県の埼玉から沖縄県の小島・宇御島に引っ越してきた主人公・小波周は、引っ越し初日に訪れた海岸で地元育ちの少女・比屋定珊瑚と出会う。海を知らずに育った周と知りつくした珊瑚によるマリンコメディ。

## 登場人物

### 主な登場人物
小波 周（さざなみ あまね）
本作の主人公。中学2年生。埼玉から沖縄へと引っ越してきた少女。海なし県で育ったことから海に対して強い関心を持つ。性格は活発で好奇心旺盛な一方、調子に乗りやすい。珊瑚とシュノーケリングに通う中で次第に沖縄の海についての知識を深めていくが、ゴンズイに刺されたり離岸流に流されるなど痛い目を見ることも多い。歌や動物の鳴き真似が得意。
比屋定 珊瑚（ひやじょう さんご）
周の隣の家に暮らす同級生。日常的に海に通っており、海の生物や地形に対する造詣も深い。沖縄の慣例として他の登場人物が下の名前で呼び合う中、周のことは一貫して「お前」と呼び、周からは「比屋定さん」と苗字で呼ばれる。幼いころの経験から猫が苦手。
仲村渠 姫（なかんだかり ひめ）
周と珊瑚のクラスメイトで珊瑚の昔からの友人。
古城 ひなた（こしろ ひなた）
周や珊瑚らと同じ中学校に通う1年生。姫と同じ予備校に通っており、彼女に憧れを抱いている。

### その他の登場人物
先生
周や珊瑚らのクラスの担任の女性教師。周・珊瑚・姫によって発足した「シュノーケリング部」の顧問も務める。

## 舞台・用語
宇御島（うおじま）
周や珊瑚らの暮らす沖縄の島。モデルは沖縄県南城市の奥武島。
宇御島中学校
周や珊瑚らの通う中学校。近隣で唯一の中学校とされている。

## 書誌情報
- ミナミト『海色マーチ』芳文社〈まんがタイムKRコミックス〉、全2巻
  1. 2019年9月27日発売[4][5]、ISBN 978-4-8322-7122-7
  2. 2020年8月27日発売[5]、ISBN 978-4-8322-7210-1